# Hai chiến sĩ
Hai chiến sĩ (tiếng Nga: Два бойца) là một bộ phim về đời sống quân ngũ của đạo diễn Leonid Lukov thực hiện trong hoàn cảnh cuộc Chiến tranh Vệ quốc vĩ đại, ra mắt lần đầu năm 1943.
Truyện phim dựa theo tiểu thuyết Những người đồng hương của tôi của Lev Slavin.

## Nội dung
Đó là năm 1941. Đó là một năm chiến đấu nặng nề và khốc liệt trên mặt trận Leningrad . Tình đồng chí bền chặt đã giúp các chiến binh trong những thời khắc khó khăn của trận chiến ác liệt. Tình bạn sâu sắc trong quân đội đã gắn kết xạ thủ Arkady Dzyubin, một thợ hàn đến từ Odessa, với thợ thép Ural Sasha Svintsov. Nhưng một khi những người bạn đã có một cuộc cãi vã nghiêm trọng: sau khi nhận được một kỳ nghỉ một ngày khác, họ đi dạo quanh Leningrad. Một chút xấu hổ, Sasha thú nhận với bạn của mình rằng anh ta có một người quen trong thành phố, Tasya, người này đã mời anh ta đến thăm cô. Cả buổi tối, trong khi bạn bè đến thăm Tasia, Arkady không ngừng nói một phút nào. Anh ấy kể những câu chuyện vui nhộn, nói đùa và hát, còn Sasha thì ngồi im lặng suốt.
Khi Arkady và Sasha trở về đơn vị quân sự vào buổi tối vào buổi tối, hóa ra trong thời gian vắng mặt của họ đã xảy ra một trận chiến khốc liệt, và nhiều đồng đội của họ đã chết. Để cổ vũ tinh thần cho các võ sĩ, Arkady, với sự hóm hỉnh thường thấy, kể cho đồng đội nghe câu chuyện về tình yêu "bất hạnh" của Sasha. Svintsov vô cùng xúc phạm vì trò đùa của bạn mình, và họ cãi nhau, nhưng cuộc cãi vã này không chia cắt được những người bạn lâu. Một trận chiến sôi sục, và Dzyubin bảo vệ boongke khỏi kẻ thù đang tấn công.
Người chiến đấu viên thực hiện nhiệm vụ, nhưng đồng thời anh ta bị thương nặng. Mạo hiểm mạng sống của mình, Sasha đưa một người bạn bị thương ra khỏi chiến trường

## Diễn viên
- Mark Bernes... Arkady Dzyubin
- Boris Andreyev... Sasha Svintsov
- Vera Shershneva... Tanya
- Lavrenty Masokha... Okulita
- Ivan Kuznetsov... Galanin
- Zhanina Zheymo... Y tá
- Maksim Strauch... Giáo sư y khoa
- Emanuil Geller
- Stepan Krylov... Thiếu tá Rudoy
- Andrey Sova
- Aleksey Popov
- Afanasy Belov
- Liza Nesterov
- S.Lavrentyev
- N.Nirov
- Olga Tretyakova
- S.Yablokov

## Ê-kíp
- Âm thanh: Arnold Shargorodsky
- Họa sĩ: Vladimir Kaplunovsky

## Hậu trường

### Nhạc phim
- Ca khúc chủ đề: Đêm tối[3] (Тёмная ночь)

Nhạc: Nikita Bogoslovsky
Lời: Vladimir Agatov
Thể hiện: Mark Bernes
| Тёмная ночь, только пули свистят по степи, Только ветер гудит в проводах, тускло звезды мерцают. В тёмную ночь ты, любимая, знаю, не спишь, И у детской кроватки тайком ты слезу утираешь. Как я люблю глубину твоих ласковых глаз, Как я хочу к ним прижаться теперь губами ! Тёмная ночь разделяет, любимая, нас, И тревожная, чёрная степь пролегла между нами. Верю в тебя, в дорогую подругу мою, Эта вера от пули меня тёмной ночью хранила… Радостно мне, я спокоен в смертельном бою, Знаю встретишь с любовью меня, что б со мной ни случилось. Смерть не страшна, с ней встречались не раз мы в степи. Вот и теперь надо мною она кружится. Ты меня ждёшь и у детской кроватки не спишь, И поэтому знаю: со мной ничего не случится ! | Đêm tối mênh mông Chỉ có tiếng súng vang vọng trên thảo nguyên Chỉ có gió đang gào thét trong li biệt Chỉ có ánh sao chập chờn sáng. Trong tối đêm nay Người yêu hỡi, anh biết em không ngủ đâu Và em đứng bên giường ngắm trông con ngủ Giọt nước mắt rơi em lau thầm. Ôi sao lòng anh, yêu đến thế, nơi thẳm sâu mắt em hiền Ôi sao lòng anh, giờ khao khát áp chặt môi nơi mắt ấy. Đêm tối mênh mông Làm chia cắt xa muôn trùng em và anh. Thảo nguyên vắng đêm đầy biết bao lo sợ Càng chia cắt thêm hai đứa mình. Anh mãi tin em, Người bạn gái thân yêu bao nhiêu ngày qua. Niềm tin đó, trong màn tối giữa bom đạn Để cho anh vẫn nguyên lành đây. Vui sướng trong anh, Vào trận chiến, nhưng trong lòng anh bình yên Vì anh biết, quê nhà đó, em vẫn chờ Cùng tình yêu, đón anh quay về. Chết có sợ chi, thảo nguyên có bao lần chết anh đã gặp Đây, đây giờ đây, ngàn cái chết trên đầu anh đang gào thét. Em vẫn mong anh, Và em đứng suốt canh thâu bên giường con Và anh biết anh nhờ đó bao bom đạn Chẳng làm cho anh sơ sẩy gì. |